# La Ferme, matin
La Ferme, matin, également nommée Les Bouilleurs de cru, est une peinture à l’huile sur toile de 65 × 92 cm réalisée en 1893 par Henri-Edmond Cross (1856-1910).

## Histoire
Cette œuvre provient de la collection Henri Matisse, puis celle de Jean Matisse[réf. nécessaire]. Cross donne à Matisse La Ferme, matin en 1904 et celui-ci lui offre en échange une vue du jardin du Luxembourg et Tulipes Perroquet I.
La ville de Nancy acquiert le tableau pour 4 millions de francs grâce à une souscription publique lancée par l'association Emmanuel Héré du FRAM et du fonds patrimoine en 1998. Cet achat a été pensé lors de la rénovation du musée des Beaux-Arts de Nancy de 1996 à 1998, afin d'enrichir la partie des collections dédiée à la période charnière entre la fin du XIXe siècle et le début du XXe siècle caractérisée par l'Art nouveau, mouvement emblématique de la ville avec l'école de Nancy. Il est alors décidé d'acquérir une œuvre pointilliste, afin de faire le lien entre le naturalisme de Jules Bastien-Lepage et Émile Friant, l'impressionnisme d'Édouard Manet et Claude Monet et le travail des peintres Albert Marquet, Pierre Bonnard et Félix Vallotton. Le tableau est exposé en regard avec d'autres scènes de genre.

## Description et style

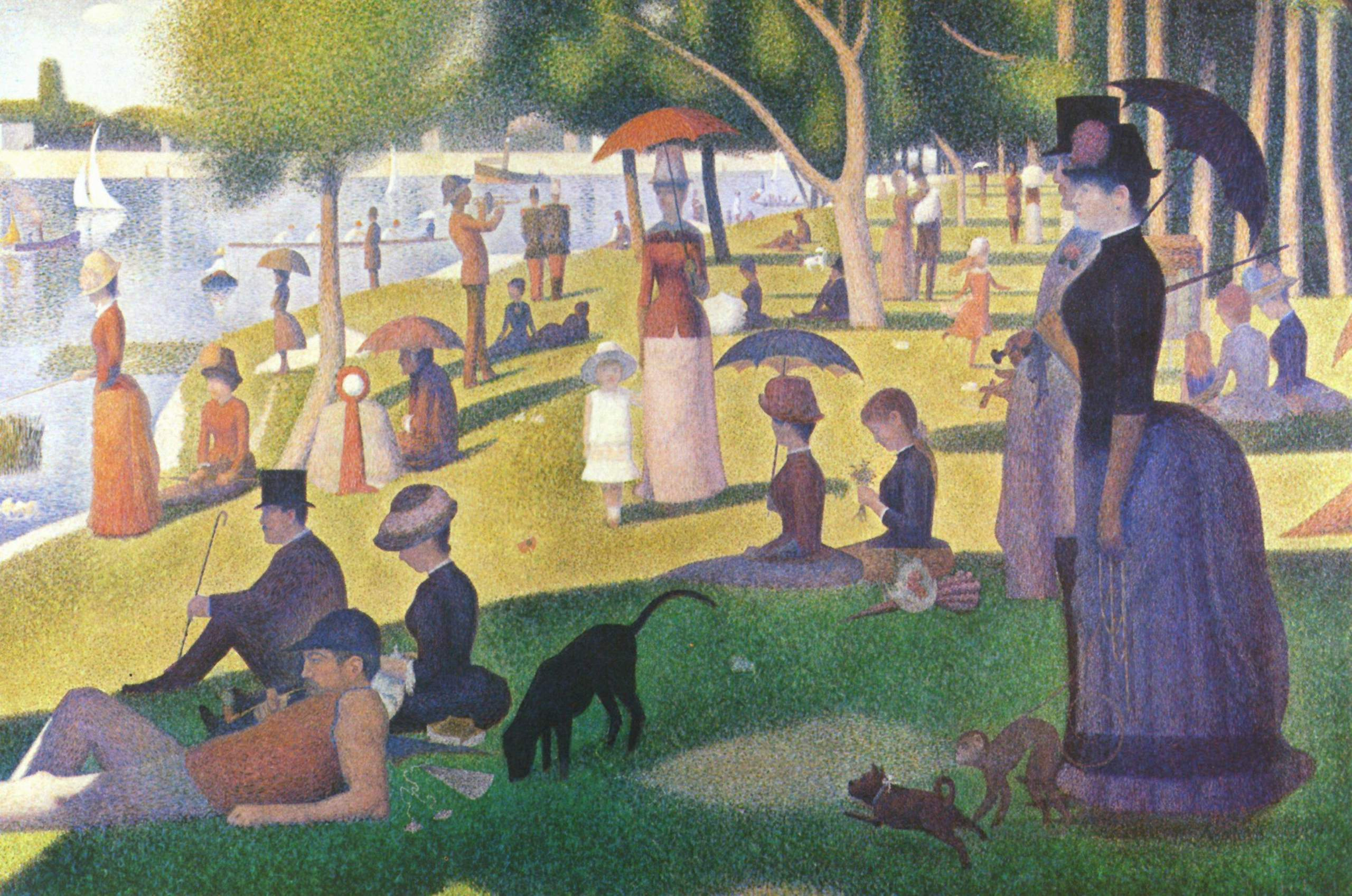
Un dimanche après-midi à l'Île de la Grande Jatte (1884-1886), Georges Seurat, Art Institute of Chicago.

La peinture représente, dans un style pointilliste des bouilleurs de cru dans la lumière matinale. Les volutes de fumées et le tronc des arbres, stylisés dans des courbes géométriques sinueuses décoratives annoncent le style art nouveau, en particulier dans son inspiration du japonisme. L'aspect pointilliste de la peinture s'inscrit dans les travaux de Georges Seurat et du courant néo-impressionniste, en particulier dans sa composition, son travail de la couleur et sa touche ronde,. Le rendu s'éloigne de l'instantanéité des impressionnistes ou du vérisme des naturalistes pour figer la scène, lui apporter un aspect poétique et idéaliste, dans le style de Puvis de Chavannes.

## Œuvres liées

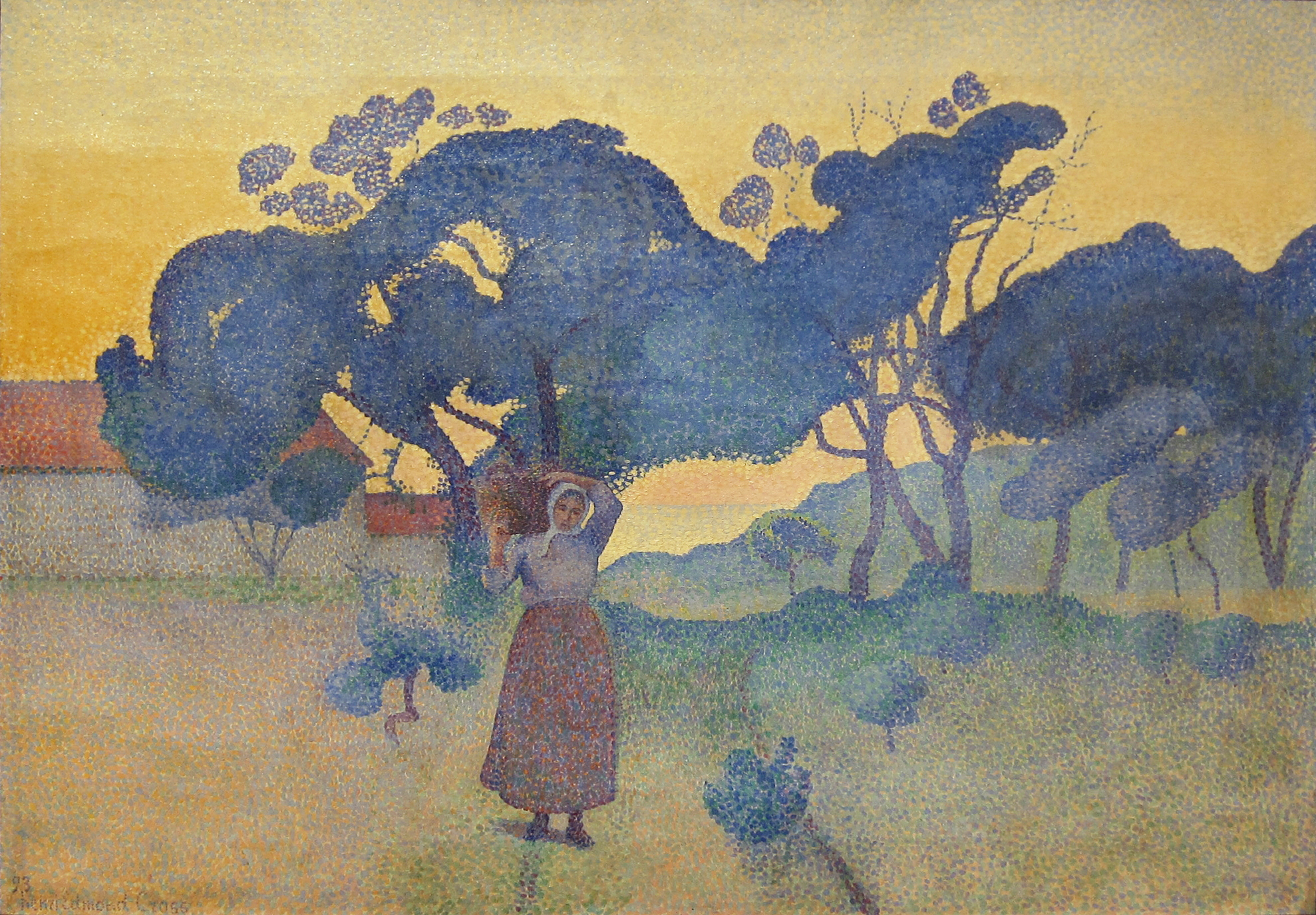
La Ferme, soir. Musée d'Orsay

Il existe un pendant à ce paysage et scène de genre La Ferme, matin, réalisée la même année et titrée La Ferme, soir, témoin du travail de Cross sur la lumière et ses jeux de couleur. Les deux tableaux sont exposés ensemble au Salon des indépendants de 1893 et au slaon de la Libre Esthétique de 1895
Le musée du Louvre conserve un dessin préparatoire de ce tableau, à l'encre et au lavis sur papier calque.

## Expositions
- Salon des artistes indépendants, n° 319, 18 mars au 27 avril 1893 au Pavillon de la ville de Paris aux Champs-Élysées, Paris[1].
- Les XX, La Libre esthétique, n° 118, 23 avril au 1er avril 1895, 2ème exposition annuelle, Bruxelles[1].
- Cross. Aquarelles et crayons néo-impressionnistes, du 21 février au 26 avril 2009, Musée d'Art Moderne André Malraux Le Havre[1].
- Henri-Edmond Cross et le néo-impressionnisme, de Seurat à Matisse, du 20 octobre 2011 au 11 février 2012, Musée Marmottan Monet, Paris ; en itinérance du 11 mars au 10 juin 2012 au Musée Matisse, Cateau-Cambrésis[1].
- Neo-impressionism, from Light to Color, du 24 janvier au 29 mars 2015, Abeno Arukas Art Museum[1].
- Le Post-impressionnisme et Rhône-Alpes (1886-1914), la couleur dans la lumière, du 11 octobre 2015 au 7 février 2016 au Musée Paul-Dini[1].